# Kevin Mayer
Kevin Mayer (Argenteuil, 10 de febrer, 1992) és un atleta francès, especialista de les proves combinades d'heptatló i decatló.
Campió del món de decatló (Londres, 2017) i campió del món d'heptatló, en pista coberta (Birmingham, 2018). Medalla de plata en decatló als Jocs Olímpics d'Estiu de 2016, a Rio de Janeiro. Campió d'Europa d'heptatló el 2017 (Belgrad) i el 2021 (Toruń).
Té el rècord del món de decatló, amb 9.126 punts, que va aconseguir al míting Décastar de Talença (16 de setembre de 2018), i el rècord d'Europa d'heptatló, amb 6.479 punts (5 de març de 2017).

## Origen familiar
És fill d'una família d'esportistes —el pare, André, era monitor d'esports i la mare, Carole, professora d'educació física i gran jugadora de tennis. Té dos germans, un de més gran i l'altre, més petit, i un germanastre. La seva família paterna és originària de Farschviller, a prop de Forbach, a Mosel·la.
A més de l'atletisme, ha practicat el tennis, la natació, el rugbi, l'handbol i l'esquí.

## Carrera esportiva

### Inicis
Després d'uns inicis en el món del tennis, comença la pràctica de l'atletisme a 12 anys, quan es trasllada amb la família a La Ròcha de Glun, al club Entente Athlétique Tain Tournon. A 13 anys, és campió regional de cros. Destaca de seguida en diferents proves i comença a participar en competicions de proves combinades. Es proclama campió de França d'heptatló en el primer Campionat de França en pista coberta sub18 en què competeix. A continuació, passa a formar-se al centre d'alt rendiment esportiu de Montpeller.

### Etapa juvenil

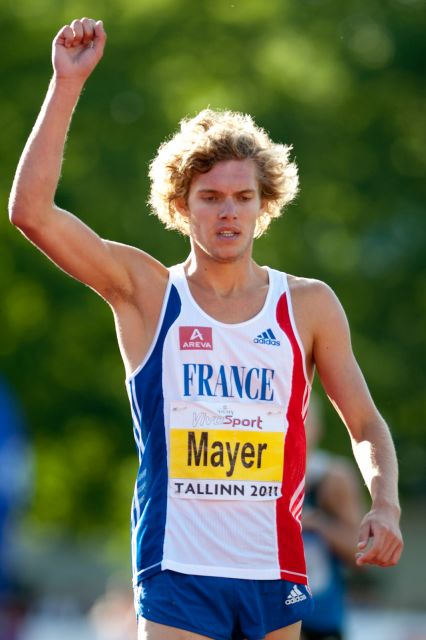
Kevin Mayer durant el Campionat d'Europa júnior del 2011.

El 2009, a Brixen (Itàlia), obté el seu primer títol internacional, en proclamar-se campió del món juvenil (sub18) d'octatló. L'any següent, a Moncton (Canadà), ja és campió del món júnior (sub20) de decatló.
El juliol del 2011, a Tallinn, aconsegueix la medalla d'or al Campionat d'Europa júnior (sub20).

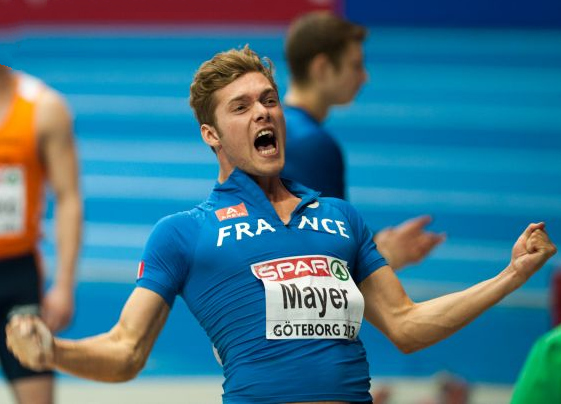
Kevin Mayer aconsegueix la medalla de plata al Campionat d'Europa en pista de coberta del 2013.

### Consagració
El 2012, obté les mínimes per participar en els seus primers Jocs Olímpics, a Londres, on queda 15è del decatló. L'any següent, el 2013, guanya la seva primera medalla internacional en categoria absoluta (plata a l'heptatló) al Campionat d'Europa en pista coberta de Göteborg.
El 2016, als Jocs Olímpics de Rio de Janeiro, queda 2n al decatló i obté la seva primera medalla olímpica (i primera medalla francesa en aquesta disciplina d'ençà del 1948). Amb 8.834 punts, bat el rècord de França i només és superat per l'estatunidenc Ashton Eaton per 59 punts.
El 2017, a 25 anys, guanya el seu primer títol en categoria absoluta i bat el rècord d'Europa d'heptatló (6.479 punts) al Campionat d'Europa en pista coberta de Belgrad. A l'estiu, al Campionat del Món de Londres, es proclama per primera vegada campió del món de decatló (8.768 punts).

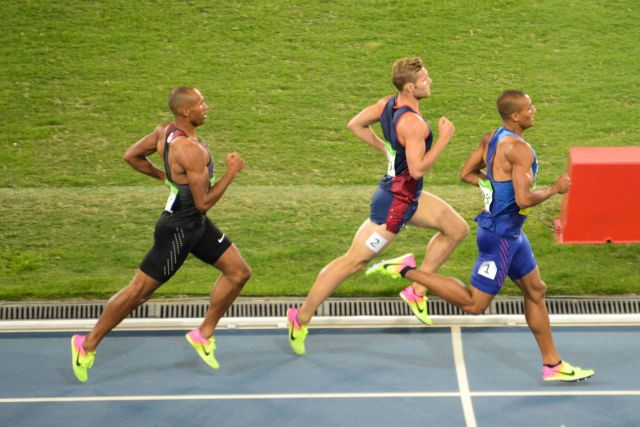
Kevin Mayer (al centre) durant l'última prova del 1.500 m als Jocs Olímpics de Rio.

El 2018, es converteix en el segon francès que aconsegueix el títol de campió del món d'heptatló al Campionat del Món en pista coberta de Birmingham.
Al míting Décastar, bat el rècord del món en obtenir 9.126 punts i es converteix en el primer atleta que supera els 9.100 punts.
El 2019, al Campionat del Món de Doha, després de patir uns dolors al tendó d'Aquil·les esquerre, es veu obligat a abandonar la competició per lesió durant el salt de perxa.

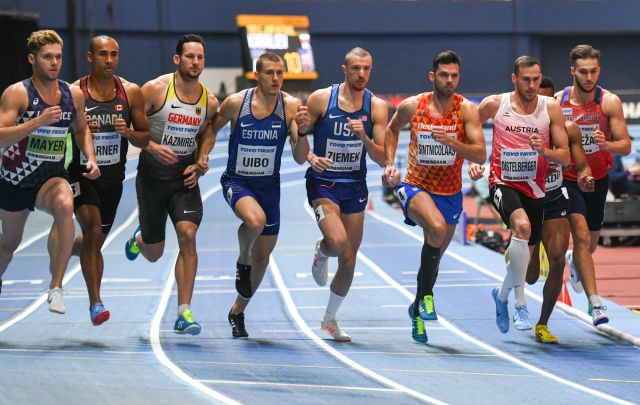
Kevin Mayer (a l'esquerra) a la sortida dels 1.000 m de l'heptatló durant el Campionat del Món en pista coberta del 2018 a Birmingham.

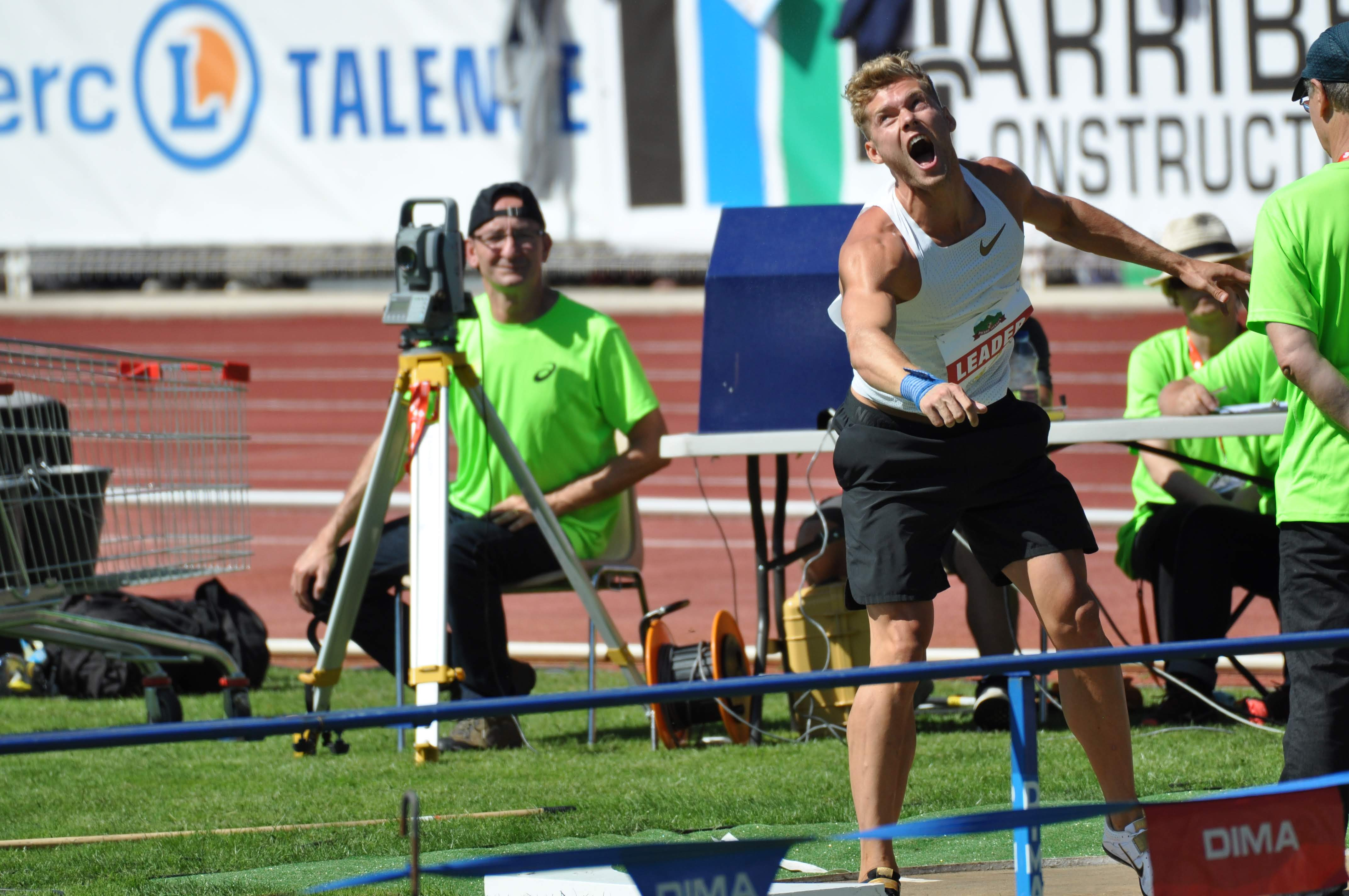
Kevin Mayer al míting Décastar, on va obtenir el rècord del món el 2018.

Al desembre del 2020, al míting de Saint-Paul, a l'illa de la Reunió, obté la mínima per classificar-se per als Jocs Olímpics de Tòquio.
L'estiu del 2021, als Jocs Olímpics de Tòquio, afeblit per unes molèsties a l'esquena, acaba la primera jornada de la decatló en cinquena posició, amb un total de 4.340 punts. Finalment, aconsegueix remuntar fins a la segona posició a la segona jornada (8.726 punts), en què només queda darrere del canadenc Damian Warner, i es proclama subcampió olímpic per segona vegada.
El 2022, al Campionat del Món d'Oregon, Mayer va tornar a guanyar la medalla d'or de decatló amb un total de 8.816 punts, després d'acabar la primera jornada en la 6a posició.

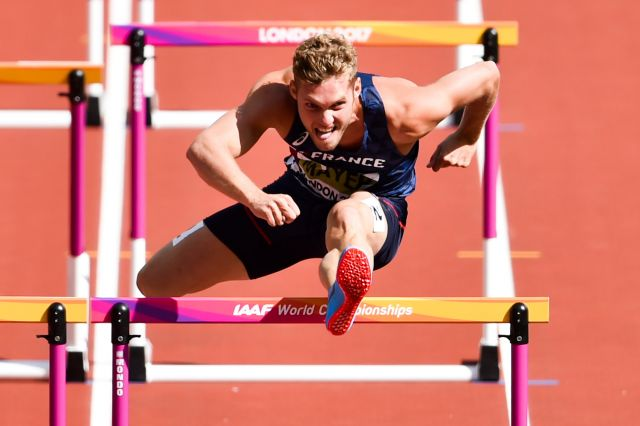
Kevin Mayer durant els 110 m tanques del Campionat del Món 2017 a Londres.

## Vida personal
Des del 2017, és parella de Delphine Jariel, campiona de França de surf de vela.

## Palmarès
| Any  | Competició                          | Lloc           | Resultat | Prova    | Punts |
| ---- | ----------------------------------- | -------------- | -------- | -------- | ----- |
| 2009 | Campionat del Món juvenil           | Brixen         | 1r       | Octatló  | 6.478 |
| 2010 | Campionat del Món júnior            | Moncton        | 1r       | Decatló  | 7.928 |
| 2011 | Campionat d’Europa júnior           | Tallinn        | 1r       | Decatló  | 8.124 |
| 2012 | Campionat d'Europa                  | Hèlsinki       | –        | Decatló  | DNF   |
| 2012 | Jocs Olímpics                       | Londres        | 15è      | Decatló  | 7.952 |
| 2013 | Campionat d’Europa en pista coberta | Göteborg       | 2n       | Heptatló | 6.297 |
| 2013 | Copa d'Europa                       | Tallinn        | 1r       | Decatló  | 8.390 |
| 2013 | Campionat del Món                   | Moscou         | 4t       | Decatló  | 8.446 |
| 2014 | Mehrkampf-Meeting Ratingen          | Ratingen       | 2n       | Decatló  | 8.323 |
| 2014 | Campionat d’Europa                  | Zúric          | 2n       | Decatló  | 8.521 |
| 2015 | Arona pruebas combinadas            | Arona          | 1r       | Decatló  | 8.469 |
| 2016 | Hypo-Meeting                        | Götzis         | 2n       | Decatló  | 8.446 |
| 2016 | Jocs Olímpics                       | Rio de Janeiro | 2n       | Decatló  | 8.834 |
| 2017 | Campionat d’Europa en pista coberta | Belgrad        | 1r       | Heptatló | 6.479 |
| 2017 | Campionat del Món                   | Londres        | 1r       | Decatló  | 8.768 |
| 2018 | Campionat del Món en pista coberta  | Birmingham     | 1r       | Heptatló | 6.348 |
| 2018 | Campionat d’Europa                  | Berlín         | –        | Decatló  | DNF   |
| 2018 | Décastar                            | Talença        | 1r       | Decatló  | 9.126 |
| 2019 | Campionat del Món                   | Doha           | –        | Decatló  | DNF   |
| 2020 | Míting de la Reunió                 | Saint-Paul     | 1r       | Decatló  | 8.552 |
| 2021 | Campionat d’Europa en pista coberta | Toruń          | 1r       | Heptatló | 6.392 |
| 2021 | Jocs Olímpics                       | Tòquio         | 2n       | Decatló  | 8.726 |
| 2022 | Campionat del Món                   | Oregon         | 1r       | Decatló  | 8.816 |
| 2022 | Campionat d'Europa                  | Múnic          | -        | Decatló  | DNF   |
| 2023 | Campionat d'Europa en pista coberta | Istanbul       | 1r       | Heptatló | 6.348 |

## Rècords

### Rècords personals
| Prova                  | Resultat         | Lloc        | Data             |
| ---------------------- | ---------------- | ----------- | ---------------- |
| 100 m                  | 10.50            | Doha        | 2 octubre 2019   |
| Salt de llargada       | 7.80 m           | Talença     | 15 setembre 2018 |
| Llançament de pes      | 17.08 m          | París       | 24 agost 2019    |
| Salt d'alçada          | 2.09 m           | Brussel·les | 30 juny 2012     |
| 400 m                  | 48.26            | Londres     | 11 agost 2017    |
| 110 m tanques          | 13.54            | Saint-Paul  | 19 desembre 2020 |
| Llançament de disc     | 52.38 m          | Ratingen    | 17 juny 2018     |
| Salt de perxa          | 5,45 m           | Talença     | 16 setembre 2018 |
| Llançament de javelina | 73,09 m          | Tòquio      | 5 agost 2021     |
| 1.500 m                | 4:18.04          | Brussel·les | 1 juliol 2012    |
| Decatló                | 9.126 punts (WR) | Talença     | 16 setembre 2018 |

| Prova             | Resultat         | Lloc            | Data                       |
| ----------------- | ---------------- | --------------- | -------------------------- |
| 60 m              | 6.85             | Birmingham      | 2 març 2018                |
| Salt de llargada  | 7.55 m           | Birmingham      | 2 març 2018                |
| Llançament de pes | 16.32 m          | Toruń           | 6 març 2021                |
| Salt d'alçada     | 2.10 m           | Aubèira Belgrad | 13 febrer 2010 4 març 2017 |
| 60 m tanques      | 7.68             | Liévin          | 9 febrer 2021              |
| Salt de perxa     | 5.60 m           | Roan            | 10 febrer 2018             |
| 1.000 m           | 2:37.30          | Göteborg        | 3 març 2013                |
| Heptatló          | 6.479 punts (AR) | Belgrad         | 5 març 2017                |

### Millors marques per any
| Any  | Punts      | Data             | Lloc           | Rànquing mundial |
| ---- | ---------- | ---------------- | -------------- | ---------------- |
| 2011 | 7.992      | 16 juny 2011     | Kladno         | 38               |
| 2012 | 8.415      | 11 juliol 2012   | Brussel·les    | 8                |
| 2013 | 8.446      | 11 agost 2013    | Moscou         | 4                |
| 2014 | 8.521      | 13 agost 2014    | Zúric          | 2                |
| 2015 | 8.469      | 7 juny 2015      | Arona          | 6                |
| 2016 | 8.834      | 18 agost 2016    | Rio de Janeiro | 2                |
| 2017 | 8.768      | 12 agost 2017    | Londres        | 1                |
| 2018 | 9.126 (WR) | 16 setembre 2018 | Talença        | 1                |
| 2019 |            |                  |                |                  |
| 2020 | 8.552      | 19 desembre 2020 | Saint-Paul     | 1                |
| 2021 | 8.726      | 5 agost 2021     | Tòquio         | 2                |

| Any  | Punts      | Data          | Lloc       | Rànquing mundial |
| ---- | ---------- | ------------- | ---------- | ---------------- |
| 2011 | 5.872      | 23 gener 2011 | Aubèira    | 1 (júnior)       |
| 2012 |            |               |            |                  |
| 2013 | 6.297      | 3 març 2013   | Göteborg   | 2                |
| 2014 |            |               |            |                  |
| 2015 |            |               |            |                  |
| 2016 |            |               |            |                  |
| 2017 | 6.479 (AR) | 5 març 2017   | Belgrad    | 1                |
| 2018 | 6.348      | 3 març 2018   | Birmingham | 1                |
| 2019 |            |               |            |                  |
| 2020 |            |               |            |                  |
| 2021 | 6.392      | 7 març 2021   | Toruń      | 1                |

## Premis i distincions
- Cavaller de l'Orde Nacional del Mèrit.
- 2016: Premi RMC Sport al rendiment de l'any.
- 2018: Atleta europeu de l'any per l'Associació Europea d'Atletisme.